# Бараков, Гино Фадеевич
Гино́ Фаде́евич (Теккоевич) Бара́ков (осет. Барахъты Гино, 19 февраля 1890, село Салугардан — 23 октября 1937) — осетинский писатель, поэт и публицист. Писал под псевдонимами «Г.», «Г. Б.», «Г. Б.-ты», Хадон, Фæсмæг, Гино, Удхæссæг, Æз, Фæдысмуд, Бумбули, Куыцыкк, Гыбылты Мысост, Царциаты Мысырби.

## Биография
Родился 19 февраля 1890 года в селе Салугардан (сегодня — город Алагир). Обучался в местной начальной школы, обучение в которой вынужден был оставить после смерти отца. Позднее поступил в Ардонскую духовную семинарию, из которой был исключён за участие в волнениях студентов. Через некоторое время был восстановлен и в 1911 году окончил своё обучение в этом учебном учреждении. Будучи студентом, начал заниматься литературной деятельностью. До 1913 года занимался преподавательской деятельностью в селе Кадгарон. В 1913 году поступил в Московский коммерческий институт, но из-за невозможности оплачивать обучение возвратился на родину. В 1914 году после начала Первой мировой войны был призван в армию. Окончил военную школу в звании поручика и участвовал в сражениях на Турецком фронте. Во время Февральской революции возвратился в Осетию.
В 1917 году опубликовал свои первые стихотворения в «Осетинской газете». В 1921 году издал свою первую книгу «Вожак».
После установления советской власти в Осетии занимал различные должности в государственных учреждениях. В 1937 году был репрессирован. Посмертно реабилитирован.

## Основные сочинения
- Раздзог: æмдзæвгæтæ æмæ зарджытæ, Дзæуджыхъæу, 1921
- Æмдзæгæтæ æмæ зарджытæ, Дзæуджыхъæу, 1924

посмертные издания
- Уасмыстæ: æмдзæвгæтæ, поэмæтæ, радзырдтæ, Орджоникидзе, 1958
- Цæр: радзырд, Орджоникидзе, 1965
- Уæлладжыры кадæг, Орджоникидзе, Ир, 1975
- Бæстырæсугъд: Поэзи, Прозæ, Театр, Публицистикæ, Владикавказ, 1991, 442 стр.

## Память
- Именем Гино Баракова названы улицы во Владикавказе и Алагире.
- Его имя носит библиотека в городе Алагир.